# Die einsamen Schützen
Die einsamen Schützen (im Original: The Lone Gunmen) ist eine auf der Serie Akte X – Die unheimlichen Fälle des FBI basierende und wie diese von Chris Carter produzierte Fernsehserie.

## Handlung
Die drei Hauptpersonen (Bruce Harwood als John Fitzgerald Byers, Dean Haglund als Richard „Ringo“ Langly und Tom Braidwood als Melvin Frohike) sind offiziell Zeitungsredakteure, die sich auf außergewöhnliche Phänomene spezialisiert haben. Durch ihre Recherchen versuchen sie, diverse Verschwörungen oder Verbrechen aufzudecken. So können sie mit ihrem Wissen den FBI-Agenten Fox Mulder in der Serie Akte X des Öfteren unterstützen und erhalten im Gegenzug Informationen von ihm.

## Entstehung
Humor, der bei Akte X meist nur eine untergeordnete Rolle spielt, ist in dieser Serie ein wesentliches Element. Allerdings konnte sich das Konzept nicht durchsetzen und es wurde nur eine Staffel gedreht, die 2001 in den USA ausgestrahlt wurde. 2003 wurde sie auch auf RTL im deutschsprachigen Raum gezeigt. Da die Serie aber für mehr Staffeln konzipiert war, wurde eine der letzten Akte-X-Folgen (Staffel 9, Episode 15: Helden) dafür verwendet, noch offene Handlungsstränge dieser Serie zu schließen.
Ein Kuriosum der Serie ist der Pilotfilm. Er handelt vom Plan eines US-amerikanischen Geheimdienstes, ein Passagierflugzeug per Funkfernsteuerung in das World Trade Center (WTC) in New York zu lenken, um einen Vorwand für die Erhöhung der Verteidigungsausgaben zu erhalten und den Anschlag ausländischen Diktatoren anzuhängen. Diese Folge wurde in den Vereinigten Staaten Anfang März 2001 ausgestrahlt, ein halbes Jahr vor dem tatsächlichen Anschlag.
In der deutschen Version dieses Pilotfilms, Die Verschwörung, wurden alle auf das World Trade Center bezogenen Kommentare anders übersetzt. Dort heißt es dann, die Verschwörer hätten vor, eine Boeing 727 über der Stadt abstürzen zu lassen, während in der Originalfassung ausdrücklich von dem Plan die Rede ist, sie in einen Turm des WTC zu lenken. Alle Szenen, in denen dieses Vorhaben angesprochen wird, wurden entweder geschnitten oder so übersetzt, dass nicht ersichtlich ist, worum es im Original geht. Zudem wurden in der deutschen Version fast alle Bilder herausgeschnitten, in denen das World Trade Center zu sehen ist. In einer kurzen Szene kann man in der Silhouette von New York das World Trade Center sehen. Insgesamt wurden zirka fünf Szenen manipuliert, in denen es um den Anschlag geht oder in denen man sieht, wie das Flugzeug auf einen der Türme zufliegt.
Eine in Deutschland angekündigte DVD-Edition ist mehrere Male wegen des Rechtsstreits Chris Carters mit FOX verschoben worden. Bis jetzt sind Die einsamen Schützen nur in der englischen Originalfassung erhältlich.

## Besetzung und Synchronisation
| Schauspieler      | Rolle                  | Synchronsprecher |
| ----------------- | ---------------------- | ---------------- |
| Bruce Harwood     | John Fitzgerald Byers  | Udo Schenk       |
| Tom Braidwood     | Melvin Frohike         | Eberhard Prüter  |
| Dean Haglund      | Richard „Ringo“ Langly | Peter Flechtner  |
| Stephen Snedden   | James „Jimmy“ Bond     | Michael Iwannek  |
| Zuleikha Robinson | Yves Adele Harlow      | Sabine Arnhold   |

## Episodenliste
| Nummer | Deutscher Titel             | Originaltitel                  | Erstausstrahlung USA | Deutschsprachige Erstausstrahlung (D) | Regie             | Drehbuch                                                   |
| ------ | --------------------------- | ------------------------------ | -------------------- | ------------------------------------- | ----------------- | ---------------------------------------------------------- |
| 1      | Die Verschwörung            | Pilot                          | 4. Mär. 2001         | 30. Jan. 2003                         | Rob S. Bowman     | Chris Carter, Vince Gilligan, John Shiban & Frank Spotnitz |
| 2      | Bond, Jimmy Bond            | Bond, Jimmy Bond               | 11. Mär. 2001        | 6. Feb. 2003                          | Bryan Spicer      | Vince Gilligan, John Shiban & Frank Spotnitz               |
| 3      | Der verlorene Sohn          | Eine Kleine Frohike            | 16. Mär. 2001        | 20. Feb. 2003                         | David Jackson     | John Shiban                                                |
| 4      | Wahre Helden                | Like Water for Octane          | 18. Mär. 2001        | 13. Mär. 2003                         | Richard Compton   | Collin Friesen                                             |
| 5      | Eine verhängnisvolle Affäre | Three Men and a Smoking Diaper | 23. Mär. 2001        | 27. Mär. 2003                         | Bryan Spicer      | Chris Carter                                               |
| 6      | Madam, ich bin Adam         | Madam, I’m Adam                | 30. Mär. 2001        | 3. Apr. 2003                          | Bryan Spicer      | Thomas Schnauz                                             |
| 7      | Ein tierischer Fall         | Planet of the Frohikes         | 6. Apr. 2001         | 10. Apr. 2003                         | John T. Kretchmer | Vince Gilligan                                             |
| 8      | Der Todeskandidat           | Maximum Byers                  | 13. Apr. 2001        | 17. Apr. 2003                         | Vincent Misiano   | Vince Gilligan & Frank Spotnitz                            |
| 9      | Bonds Diagnose              | Diagnosis: Jimmy               | 20. Apr. 2001        | 8. Mai 2003                           | Bryan Spicer      | John Shiban                                                |
| 10     | Tango des Todes             | Tango de los Pistoleros        | 27. Apr. 2001        | 15. Mai 2003                          | Bryan Spicer      | Thomas Schnauz                                             |
| 11     | Ein verlogenes Spiel        | The Lying Game                 | 4. Mai 2001          | 22. Mai 2003                          | Richard Compton   | Nandi Bowe                                                 |
| 12     | Die Wahrheit über Yves      | All About Yves                 | 11. Mai 2001         | 5. Juni 2003                          | Bryan Spicer      | Vince Gilligan, John Shiban & Frank Spotnitz               |
| 13     | Captain Toby                | The ’Cap’n Toby’ Show          | 1. Juni 2001         | 12. Juni 2003                         | Carol Banker      | Vince Gilligan, John Shiban & Frank Spotnitz               |